# Carl Grote (Jurist)
Carl Grote (auch: Karl Grote oder Karl von Grote oder Carl Georg Christian Grote sowie Karl Georg Christian von Grote, * 28. März 1795 in Herrenhausen; † 14. Februar 1868 auf Gut Schnega) war ein deutscher Oberbergrat.

## Herkunft
Carl Grote entstammte einer niedersächsischen Familie der Uradels im Fürstentum Lüneburg. Sein Vater war der hannoversche Staatsminister Otto Ulrich Freiherr Grote (1750–1808), Herr auf Jühnde und Horn; seine Mutter Charlotte (1757–1821) eine geborene von Plato. Der oldenburgische Regierungspräsident Wilhelm Freiherr Grote war sein ältester Bruder.

## Leben
Grote studierte zunächst Rechtswissenschaften, später Bergwesen, mit Unterbrechungen der Teilnahme als Freiwilliger der Befreiungskriege, an der Universität Göttingen. Bereits im Sommer 1812 wurde er Mitglied des Corps Hannovera Göttingen. Nach Beendigung des Studiums 1817 wurde er zunächst Kanzleiauditor in der Justizkanzlei in Hannover, 1820 Bergdrost bei der Berghauptmannschaft Clausthal und dort 1826 Oberbergrat. 1834 war Grote Mitglied der hannoverschen Regierungskommission zur Prüfung der Eisenbahnfrage, die sich mit der Eisenbahnanbindung der Stadt Hannover an die Hansestädte mit ihren Seehäfen und der Verbindung Hannover–Braunschweig befasste. Er veröffentlichte zur grundsätzlichen Frage des Eisenbahnsystems in Deutschland. Erwin Massute hält Grotes Schrift der bekannteren von Friedrich List durchaus für ebenbürtig. Die Königlich Hannöverschen Staatseisenbahnen wurden 1843 gegründet. Grote ging 1851 in Ruhestand, um sich seinem Gut Schnega und seinen Interessen zu widmen.
Als Deputierter der Lüneburger Ritterschaft gehörte er 1826 bis 1832 und 1859 bis 1862 der 1. Kammer der Ständeversammlung des Königreichs Hannover an. Seine Mineraliensammlung vermachte er dem Museum für Kunst und Wissenschaft in Hannover.

## Familie
Er heiratete im Jahr 1830 Bertha von Geyso (1812–1832), diese war die Tochter des hannoverischen Oberst Leopold August von Geyso und Freiin Margarethe Sophie Charlotte Dorothea Grote und damit seiner Cousine.
Nach dem Tod seiner ersten Frau heiratete er 1834 seine Nichte Ada Palmedo (1812–1888), eine Tochter des Adolf Palmedo (eigentlich Petri, 1784–1859) – britischer Konsul für Sardinien und Korsika – und der Freiin Charlotte Grote. Ein Sohn aus erster Ehe starb jung, aus zweiter Ehe entsprossen 8 Kinder, darunter:
- Otto Adolf (1835–1891) ⚭ Emma Grote (* 25. November 1838; † 15. Oktober 1911)

## Auszeichnungen
- 1839 Ritter des Guelphen-Ordens

## Schriften (Auswahl)
- Ueber ein Eisenbahnsystem für Deutschland, allen Staats- und Gewerbsmännern Deutschlands ans Herz gelegt. Vandenhoeck & Ruprecht, Göttingen 1834.
- Ueber Zweck, Bedeutung und Anordnung mineralogischer Sammlungen nach den Lagerstätten, insbesondere über die derartige der hiesigen naturhistorischen Gesellschaft übergebene und in dem neuen Museum für Kunst und Wissenschaft zu Hannover mit aufgestellte Sammlung. Göhmann, Hannover 1856.
- Die Gesetzgebung über das Staatsschuldenwesen des Königreichs Hannover. Helwingsche Verlagsbuchhandlung, Hannover 1860.
- mit Ludwig Debo: Gemeinnützige Bauvereine. Bericht an Königlich Hannoversches Ministerium des Innern, erstattet im März 1861, mit besonderer Berücksichtigung der Verhältnisse der Residenzstadt Hannover. Hahnsche Hofbuchhandlung, Hannover 1861.
- mit Ludwig Debo: Gemeinnützige Wasch- und Badeanstalten. Bericht an Königliches Ministerium des Innern in Hannover, erstattet mit besonderer Berücksichtigung der Verhältnisse der Residenzstadt Hannover. Hahnsche Hofbuchhandlung, Hannover 1862 (Digitalisat).